# وودبری (جورجیا)
وودبری، جورجیا (به انگلیسی: Woodbury, Georgia) یک شهر در ایالات متحده آمریکا با جمعیت ۱٬۱۸۴ نفر است که در جورجیا واقع شده‌است.

## موقعیت جغرافیایی
موقعیت جغرافیایی شهرها و مناطق اطراف به شرح زیر است: